# Hemitrichia
Hemitrichia Rostaf. (zapletka) – rodzaj śluzowców.

## Systematyka i nazewnictwo
Pozycja w klasyfikacji według Index Fungorum: Trichiidae, Trichiida, Lucisporinia, Myxogastrea, Mycetozoa, Amoebozoa, Protozoa.
Synonimy nazwy naukowej: Hemiarcyria Rostaf., Hyporhamma Corda:

## Gatunki występujące w Polsce
- Hemitrichia abietina (Wigand) G. Lister 1911 – zapletka drobna
- Hemitrichia calyculata (Speg.) M.L. Farr 1974 – zapletka kieliszkowata
- Hemitrichia chrysospora (Lister) Lister 1894 – zapletka żółtawa
- Hemitrichia clavata (Pers.) Rostaf. 1873 – zapletka maczugowata
- Hemitrichia intorta (Lister) Lister 1894 – zapletka kędziorkowata
- Hemitrichia leiocarpa (Cooke) Lister 1894 – zapletka gładkościenna
- Hemitrichia leiotricha (Lister) G. Lister 1911 – zapletka dwuścienna
- Hemitrichia serpula (Scop.) Rostaf. 1873 – zapletka czołgaczek

Nazwy naukowe na podstawie Index FungorumWykaz gatunków i nazwy polskie według checklist.